# G.I. Joe (juego de 1991)
G.I. Joe: A Real American Hero es un juego de vídeo de 1991 publicado por Taxan para la consola Nintendo Entertainment System basado en la línea de figuras de acción del mismo nombre. El juego fue producido por Ken Lobb y desarrollado por el mismo equipo de japoneses que luego formaría la empresa KID. El mismo equipo desarrolló una secuela, titulada G.I. Joe: The Atlantis Factor, y publicada al año siguiente por la empresa Capcom, luego de la salida del mercado de Taxan.

## Jugabilidad
El jugador toma el control de tres personajes de G.I. Joe, Cada uno con su propia especialidad. El objetivo del juego es atravesar seis escenarios hasta encontrar el escondite secreto del Comandante Cobra. Los personajes que inicialmente se presentan al jugador para liderar las cinco misiones iniciales son Duke, Snake Eyes, Blizzard, Capitán Grid-Iron y Rock 'n Roll. Un sexto personaje, Hawk, le imparte las órdenes al equipo entre cada misión, y en el sexto y último escenario del juego se convierte en un personaje jugable.
Cada escenario se divide en tres segmentos: En el primero, el equipo deberá abrirse paso hasta llegar a una de las bases de Cobra. Luego de penetrar en la base, el equipo deberá colocar algunas bombas de tiempo y encontrar la salida de la base. En el tercer segmento, el jugador deberá eliminar al comandante de cada base antes de que las bombas hagan explosión y escapar del sitio. Los jefes de base incluyen a Range-Viper, Metal-Head, Overlord, Voltar, Destro y al propio Comandante Cobra.

## Misiones
Las seis misiones que el jugador debe completar se desarrollan en diferentes partes del mundo: la selva del Amazonas, la Antártida, la ciudad de Nueva York, las colinas negras y el desierto del Sahara. La misión final toma lugar en el cuartel general de Cobra, aunque no se especifica su ubicación exacta.

## Personajes
- Duke – El más equilibrado de todos en cuanto a habilidades. Lidera la misión del Amazonas.
- Snake Eyes – Puede saltar más alto y golpear más rápido que sus compañeros. Es el único que no utiliza ningún tipo de munición, utilizando en cambio bolas de fuego (descritas en el juego como una especie de Jujitsu). Aunque su disparo a distancia logra conservar la munición del equipo, también es el arma más débil de toda la compañía. Lidera la misión en las alcantarillas de Nueva York.
- Capitán Grid-Iron – Cuenta con el puño más poderoso de todo el grupo. Es similar a Duke, aunque con un poder de salto menor. Lidera al equipo en la misión de las colinas negras.
- Rock 'n Roll – Posee la mejor arma a distancia de todo el equipo, aunque sus otras habilidades son inferiores a las del resto de sus compañeros. Lidera la misión en el desierto.
- Blizzard - Su disparo a distancia puede atravesar cualquier muro, siendo el único de todo el equipo que puede hacerlo. Es el líder de la misión en la Antártida.
- General Hawk – Su apariencia está basada en la figura de acción publicada en 1991. Es el único miembro del equipo que puede volar. Solo aparece como personaje jugable en la última misión del juego.[4]